# Wawrowice (Sainte-Croix)
Pour les articles homonymes, voir Wawrowice.
Wawrowice est une localité polonaise de la gmina de Wiślica, située dans le powiat de Busko en voïvodie de Sainte-Croix.